# Wade Gugino
Wade Arnot Gugino (Saginaw, 12 dicembre 1970) è un ex cestista statunitense naturalizzato francese, zio del cestista Tony Gugino.